# Douglas DC-7 (1944)
Douglas DC-7 war 1944 die geplante Bezeichnung für ein Passagierflugzeug, das letztlich wegen zu hoher Kosten nicht gebaut wurde. Ab 1953 wurde die Bezeichnung Douglas DC-7 für ein anderes Flugzeug verwendet.
Anfang 1944 begann die Douglas Aircraft Company mit Pan American World Airways über eine zivile Passagierversion der Douglas C-74 zu verhandeln. Diese Version sollte die Bezeichnung DC-7 bzw. Clipper Type 9 erhalten. Die Zelle der C-74 einschließlich der getrennten Cockpithauben für Kommandant und Copilot sollte beibehalten werden. PanAm bestellte 26 Maschinen mit einer Kabine für 108 Passagiere zu einem Stückpreis von 1,125 Millionen US-Dollar. Die Auslieferung des Musters sollte im Oktober 1946 beginnen.
Im Laufe der Entwicklung stieg der Stückpreis jedoch auf 1,41 Millionen US-Dollar an. PanAm stornierte daraufhin den Auftrag im Oktober 1945 und führte stattdessen die Boeing 377 ein. Im Jahr 1946 plante Douglas, das Muster mit Wright-T35-1-Propellerturbinen auszustatten. Mit dieser Modifikation hätte es eine Reisegeschwindigkeit von 566 km/h und eine Reichweite von 4185 km gehabt, allerdings war der Preis mit 4,1 Millionen US-Dollar zu hoch und Douglas gab das Projekt endgültig auf.